# Rjúzó Hiraki
Rjúzó Hiraki (7. říjen 1931 – 2. leden 2009) je bývalý japonský fotbalista.

## Reprezentace
Rjúzó Hiraki odehrál 30 reprezentačních utkání. S japonskou reprezentací se zúčastnil letních olympijských her 1956, 1964.

## Statistiky
| Japonsko | Japonsko | Japonsko |
| Roky     | Záp.     | Góly     |
| -------- | -------- | -------- |
| 1954     | 3        | 0        |
| 1955     | 4        | 0        |
| 1956     | 3        | 0        |
| 1957     | 0        | 0        |
| 1958     | 4        | 0        |
| 1959     | 10       | 1        |
| 1960     | 1        | 0        |
| 1961     | 2        | 0        |
| 1962     | 3        | 0        |
| Celkem   | 30       | 1        |